# Manlius (villa)
Manlius es una villa ubicada en el condado de  Onondaga en el estado estadounidense de Nueva York. En el año 2000 tenía una población de 4,819 habitantes y una densidad poblacional de 1,045.3 personas por km².

## Geografía
Manlius se encuentra ubicada en las coordenadas 43°0′8″N 76°58′44″O / 43.00222, -76.97889.

## Demografía
Según la Oficina del Censo en 2000 los ingresos medios por hogar en la localidad eran de $45,492, y los ingresos medios por familia eran $65,080. Los hombres tenían unos ingresos medios de $49,600 frente a los $29,118 para las mujeres. La renta per cápita para la localidad era de $26,434. Alrededor del 6.4% de la población estaban por debajo del umbral de pobreza.